# Смоленская улица (Москва)
Смоле́нская у́лица — улица в центре Москвы на границе районов Хамовники и Арбат между Смоленской-Сенной площадью и Смоленской набережной. Здесь расположены крупные гостиницы «Золотое кольцо» и «Белград».

## История
Улица образовалась в XVI веке как начальный участок дороги на древний русский город Смоленск.

## Описание
Смоленская улица начинается от Садового кольца у Смоленской-Сенной площади, причём разнесённые полосы движения образуют с Садовым кольцом треугольный сквер прямо напротив здания МИДа России. Затем полосы сходятся вместе, после чего улица проходит на запад, справа на неё выходит Шубинский переулок, а слева улица Плющиха и непосредственно перед мостом — 7-й Ростовский переулок, затем улица выходит на Бородинский мост и продолжается как Большая Дорогомиловская улица, сливающаяся далее с Кутузовским проспектом. Перед Бородинским мостом находятся съезды на Смоленскую (направо) и Ростовскую (налево) набережные.
В 2019 году происходит реновация Смоленской улицы с сужением проезжей части и расширением общественных пространств, изменением размера и конфигурации сквера, выходящего на Смоленскую площадь, а также пространства у гостиницы «Золотое кольцо».

## Здания и сооружения
По нечётной стороне:
- № 3 — Московская академия государственного и муниципального управления, международный отдел;
- № 5 — Корпус гостиницы «Белград» (1973, архитекторы В. Г. Гельфрейх, В. П. Соколов, А. А. Кузьмин). Во время постройки корпус был внешне идентичен находящемуся напротив (№ 8). Здание реконструировано в 2003 году с надстройкой овальной в плане надстройки, что исказило первоначальный замысел архитекторов. Ныне — гостиница «Золотое кольцо»[1]
- № 7 — жилой дом (проектирование 1959—1963, архитекторы В. Г. Гельфрейх, В. П. Соколов, Л. В. Варзар)

По чётной стороне:
- № 4/1 — доходный дом наследников Е. Е. Орлова построен в 1906 году по проекту архитектора В. В. Шервуда. Рельефный декор дома, изображающий виноградные лозы и гуляющих между ними павлинов, уникален и не имеет аналогов в Москве. Не сохранились венчавшие дом ранее скульптуры и рельефные украшения балконов[2].

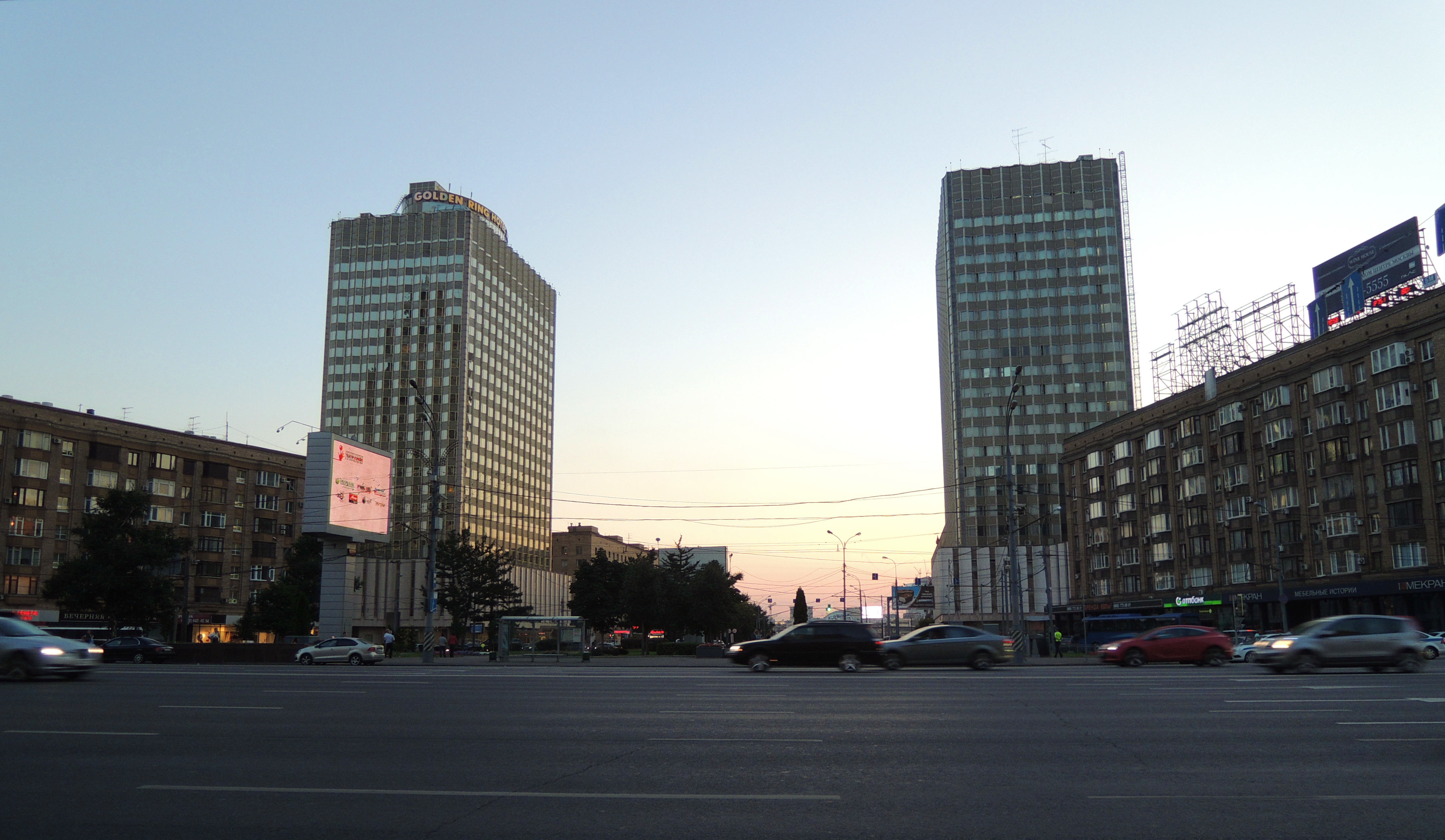
Гостиницы «Золотое кольцо» и «Белград». Вид со стороны Смоленской-Сенной площади

- № 8 — Корпус гостиницы «Белград», ныне гостиница «Азимут»[3] (построен 1975, введён в эксплуатацию 1976, архитекторы В. Г. Гельфрейх, В. П. Соколов, А. А. Кузьмин)[1]
- № 10 — жилой дом (1959—1963, архитекторы В. Г. Гельфрейх, В. П. Соколов, Л. В. Варзар). В доме расположен Научно-мемориальный кабинет-музей С. М. Эйзенштейна. Здесь жил китаевед Л. П. Делюсин[4], режиссер И. А. Пырьев (памятная доска). Ранее на этом месте находилась Церковь Святого Николы на Варгунихиной горе старообрядческой Николо-Смоленской общины (1911, арх. В. Д. Адамович и В. М. Маят), разобрана в 1930-е годы.

## Транспорт
По улице проходит автобус 239